# Blackadder
"The Blackadder" é a denominação de quatro séries de televisão pseudo-históricas da BBC One. Foram produzidas por John Lloyd e estreladas por Rowan Atkinson como o anti-herói epónimo "Edmund Blackadder" e Tony Robinson como seu subalterno/criado, Baldrick.
A primeira temporada foi escrita por Richard Curtis e Rowan Atkinson, e as outras três foram escritas por Richard Curtis e Ben Elton.
Cada série foi ambientada em um período histórico diferente, com os dois protagonistas acompanhados por personagens diferentes, embora vários reaparecem em uma série ou outra, por exemplo, Melchett (Stephen Fry) e Lord Flashheart (Rik Mayall).
A série foi classificada como o nono melhor programa de TV de todos os tempos pela revista Empire.

## História
Apesar de cada série ambientar-se em diferentes épocas, todas seguem as fortunas (ou melhor, infortúnios) de Edmund Blackadder (Interpretado por Atkinson), quem em cada série é um membro de uma dinastia familiar inglesa presente em muitos significantes períodos e lugares na História Inglesa.
Embora o personagem comece sendo pouco inteligente na primeira série e gradualmente se torna inteligente e mais perceptivo através de cada passagem de geração (ao mesmo tempo cai seu status social), cada Blackadder é cínico, covardemente oportunista interessado com a manutenção e o crescimento de seu próprio status e fortuna, independentemente do que o cerca. Em cada série, Blackadder é usualmente uma cínica (quase moderna) voz que mostra suas pretensões e estupidez daqueles que estão ao seu redor, e que podem ser vistas (através de seus modernos olhos) como as mais ridículas e insanas peripécias da história.
A vida de cada um dos Blackadders é também entrelaçadas com seus serventes, todos da família Baldrick (interpretados por Tony Robinson). Cada geração atua como o capacho de seu respectivo Blackadder. Ficam cada vez mais burros (e cada vez mais porcos) assim como o intelecto de seu mestre aumenta. Cada Blackadder e Baldrick estão acompanhados de um aristocrata estúpido, cuja presença Blackadder de certa forma tolera. Esse papel foi interpretado nas duas primeiras séries por Lorde Percy Percy (Tim McInnerny), na terceira série por Príncipe George, Príncipe Regente e na quarta pelo Tenente George, os dois últimos interpretados por Hugh Laurie (Dr. House). Cada série foi ambientada em períodos diferentes da História Inglesa, começando em 1485 e terminando em 1917, compreendendo seis episódios de meia hora. A primeira série, feita em 1983, foi chamada The Black Adder. Seguida de Blackadder II em 1985, Blackadder the Third em 1987 e finalmente Blackadder Goes Forth em 1989.

## Exibição

### Reino Unido
No Reino Unido, a série foi exibida na BBC one de 1983 até 1989. Mais tarde, repetiu na BBC two e na Yesterday.

### Brasil
No Brasil, a série foi exibida em 1996 na Eurochannel, no idioma original e legendas. Foi exibida à quarta-feira às 21h30 e à quinta-feira às 20h30.

### Portugal
Em Portugal, a série foi exibida na RTP nos anos 1980. Em 2001, a RTP2 repetiu a série, num espaço de comédia britânica (Britcom) aos Sábados à noite. Mais tarde, em 2004, foi reexibido na SIC Comédia.
Em 2016, a série repetiu na RTP Memória duas vezes, mas na segunda repetição do ano a quarta temporada não foi exibida. Em 25 de dezembro de 2016, o canal transmitiu o especial de Natal durante a madrugada.

## Curiosidades
- Hugh Laurie e Rowan Atkinson depois deste trabalho, fizeram séries que os tornaram realmente populares. Hugh Laurie com o papel de Dr. House e Rowan Atkinson com o Mr. Bean.
- No final da segunda temporada, o ator Tim McInnermy decidiu sair da série para evitar ficar estereotipado com o seu personagem. Apenas esteve ausente na terceira temporada.
- Em Portugal, a RTP colocou no canto superior direito que a primeira série não era recomendável a menores dos 12 anos (por conter humor negro), mas nas segunda, terceira e quarta temporadas já colocaram que era livre para todo o público.